# 中華思想
中華思想（ちゅうかしそう）は中華が天下（世界）の中心であり、その文化・思想が神聖なものであると自負する思想・価値観・道徳秩序を指す。漢民族が古くから持っていた自民族中心主義である。
自国の美称として夏、華夏、中国を用い、王朝の庇護下にない化外の異民族もしくは非漢民族を文化程度の低い夷狄（蛮族）であるとして劣位へ秩序づける。このため、華夷思想（かいしそう）の同義語として扱われる場合もあるが、より蛮夷排斥に重点を置いた語として「華夷思想」を用いる場合もある。
「中華思想」は主として日本学界の用語であり、中国語と英語では「華夷秩序」(华夷秩序、Hua-Yi distinction)と「中国中心主義」（中国中心主义、sinocentrism）、二つの概念に分けられている。

## 意味

### 古代漢民族のエスノセントリズム
エスノセントリズム（自民族中心主義）としての中華思想は漢民族を中心としたものであり、中国の皇帝を世界の中心とみなし、天下を代表する「天子」と称す。この皇帝が統治する朝廷の文化と思想が世界で最高の価値を持つとみなされる。そのため、異民族や外国の侵入に対しては、熾烈な排外主義思想として表面化することがある。
中国の歴史においては、はじめは北の遊牧文化に対し、漢民族の農耕文化が優越であることを意味した。春秋戦国時代以後は、「詩経」や「韓非子」「呂氏春秋」などの古典にある「普天之下 漠非王土 率土之浜 莫非王臣」（天下のもの全て、帝王の領土で無いものはなく、国のはてまで、帝王の家来で無いものはいない）という王土王民思想の言葉にあるように礼教文化の王道政治にもとづいて天子を頂点とする国家体制を最上とし、その徳が及んでいない状態であれば夷と称される。夷は道からはずれた禽獣（鳥やけだものを意味する）に等しいものとして東夷・西戎・南蛮・北狄などと呼んだ。この夷の基準は固定的なものではなく、天子の徳や礼が及び、文化の発展とともに移動する変動的な概念である。
中華とは、華（＝文明）の中であり、文明圏を意味する儒教的価値観から発展した選民思想であり、その字義のことである。自らを華（＝文明）と美称するにあたって、対比となる夷（＝非文明）が華の外に必要となり、すべての非中華が彼らの思想的に夷（＝蛮）とされた。

### 四夷

中華思想の概念図　華と夷の関係は地方の部分として説明できる：地の中心に立つ天子が天のエネルギーを一身に受けとめ、そのエネルギーが、天子の身体から方形をなす地の四方にむけて同心方形を描きつつ水平拡散し、エネルギーのおよぶ範囲が「華＝文明」の範域で、エネルギーが尽きるところから外方が、「夷＝野蛮」となり、中国では、このような「天地相応」観念にもとづいて、天円地方の「地方」を華と夷に分けてきた。

中国人の考える中華思想では、「自分たちが世界の中心であり、離れたところの人間は愚かで服も着用しなかったり獣の皮だったりし、秩序もない」ということから、四方の異民族について四夷という蔑称を付けた。
東夷（とうい）古代は漠然と中国大陸沿岸部、後には日本・朝鮮などの東方諸国
西戎（せいじゅう）いわゆる西域と呼ばれた諸国など
北狄（ほくてき）匈奴・鮮卑・契丹・韃靼・蒙古などの北方諸国
南蛮（なんばん）ベトナム・カンボジアなど東南アジア諸国や南方から渡航してきた西洋人など
中華世界では、四夷は辺鄙な場所に住んでいるために中華文明の影響と恩恵を受けていない化外の民であり、いずれ中華文明に教化されることによってやがて文明化されていくとされ、中華世界ではこの化外の民を教化して中華文明の世界へ導くことが中華世界の責務であるとされた。特に中華文明を代表する天子としての皇帝は、自らの徳をもって周辺諸民族を教化して文明へと導くと考えられた。民が教育によって士となりうるように、四夷の概念は固定的なものではなく文化の発展とともに移動する変動的な概念であり、孟子はこれを「夏をもって夷を変ずる」と述べている。
そのため、この範囲は時代により異なる上、これらが蔑称かどうか議論がある。例えば「東夷」については孟子に古代の聖王舜は東夷の人であるという説があり、また人の同類とされ習俗が仁で君子不老の国とされており、蔑称かどうか議論がある。蔑称ではないという主張も存在し、外国宛の文書に相手国を「東夷」と記して蔑称であるか、そうでないか問題になったこともあるという。
夷狄とする国家、民族、人物に対して良い意味では無い漢字をあてる場合もあり、例として「蒙古」の「蒙」（無知蒙昧）、ヌルハチに対し明王朝が「奴児哈赤」と「奴」の字をあてたものがあげられる。
現代中国・台湾・日本などでは、これらの言葉は鴨南蛮・カレー南蛮等で名前を残す以外、ほとんど死語となっているが、学術的には使われ続けている。

### 華夏
中華という名称は「華夏」という古代名称から転じて来たものともいわれる。古代中国の呼称は夏、華、あるいは華夏（かか）といわれていた。「華」ははなやか、「夏」はさかんの意で、中国人が自国を誇っていった語であった。そこから、文化の開けた地、都（みやこ）を意味した。
満洲族が支配層であった清朝を打倒するために中華民族ナショナリズムを構築した章炳麟は、以下の通り、「華夏」を国土の名称・地名でもあり、種族の名称でもあると解説している。

我が国の民族は古く、雍、梁二州（陝西、甘粛、四川）の地に居住して居た。東南が華陰で、東北が華陽、すなわち華山を以って限界を定め，その国土の名を「華」と曰く。その後、人跡の到る所九州に遍（あまね）き、華の名、始めて広がる。華は本来国の名であって、種族の号ではなかった。
「夏」という名は、実は夏水（河の名前）に因って得たるものなり、雍と梁の際（まじは）りにあり、水に因って族を名付けたもので、邦国の号に非らず。漢家の建国は、漢中（地名）に受封されたときに始まる。（漢中は）夏水に於いては同地であり、華陽に於いては同州となる故、通称として用いるようになった。本名（華夏）ともうまく符合している。従い、華と云うのも、夏と云うのも、漢と云うのも、そのうちどの一つの名を挙げても、互いに三つの意味を兼ねている。漢という名を以って族を表している、と同時に、国家の意味にもなる。又、華という名を国に付けたと同時に、種族の意味にも使はれているのはそのためである。

また中国の辞典 『辞海』も、「中華」が民族の名称だけでなく地理的国土的な名称を指すことについて、漢民族の発祥地が黄河流域で、国都も黄河の南北に建てたので、そこが国の中央となり「中原」や「中国」と呼んだとし、「中国」も蛮夷戎狄の異民族とは内と外の関係、地域の遠近を表わすために用いられたとする。

## 歴史

### 春秋における中華と夷狄
中華と夷狄の峻別を理論的に説いた文献のうち、現在確認できる最古のものは『春秋』である。『春秋』においては、周初の礼楽を制度化し、夷狄起源の文化要素を排除すべきことを主張したとされる。漢代に春秋学が理論化される過程で、中華思想も「四夷」のような括りが生まれ、理論化されていった。
戦国末期の荀子は儒家の理想国家である商や周の華夷秩序について、中原の王者が治めた地を中心に、畿内、畿外、候、衛、蛮、夷、戎、狄の順に500里ごとの距離をとった同心円状の構造であり、遠近に応じてそれぞれにふさわしい制度で帰服したと説明した。
新の皇帝の王莽は、前漢において夷狄を王に冊封していた慣習を華夷秩序の観点から改め、匈奴や高句麗の王を侯に降格せしめようとしたが、これらの諸国の離反を招いてしまった。

### 夷華融合
西晋滅亡後、いわゆる五胡といわれる北方異民族が中国本土に侵入して相次いで国を建て、混血が進んだことから「中華思想を越え、中華と夷狄も平等だ」という、仏教に基づく「夷華同一」という思想も誕生した。
隋の煬帝や唐の太宗は中華と夷狄の融合政策を取り、唐の太宗は630年3月、中華皇帝に加えて四夷の族長たちに推薦された形でハーンの位にも即位している。隋唐時代には西域を主とする異国文化を珍重し、また外国人が宮廷で登用されることも珍しくなかった。

### 宋学の中華思想
ところが、唐が滅び五代十国を経て宋になると、漢唐以来の不正に対する批判が始まり、仁や徳を身につけ、人格を高める必要性が説かれる。儒学文献の字句の解釈を中心として、この世界を司る天理の解明を追求し始めた。加えて、宋は唐が支配していた北方民族を支配できなくなり、北方では遼や金といった北方民族が征服王朝を建国した。南方の宋は北方の王朝に見下され、毎年多額の贈与金を支払う実質的な従属国家に過ぎなくなった。これは漢民族にとって極めて屈辱的なことであり、その負け惜しみから、儒学の中で道学と呼ばれる新しい学問が始まり、宋学では華夷の序が強調され、自国・宋こそ中華であり、敵対する遼や金は夷狄だと主張した。司馬光が編纂した資治通鑑においても、五胡十六国以降における華夷秩序が強調された。

### 清の中華思想
「夷」である満洲人が元を継承し作り上げ、中華圏を支配した大清国(ᡩᠠᡳ᠌ᠴᡳᠩ
ᡤᡠᡵᡠᠨラテン文字転写：daicing gurun、カタカナ転写：ダイチン・グルン）では漢人の王朝とは異なっていた。清は満洲人、モンゴル人、漢人、チベット、イスラムの同君連合であった。清の皇帝は満洲人にとっては八旗を率い、自らも上三旗の旗王である部族長会議の議長、旧明領では明王朝を継承する中華天子、モンゴルにとってはチンギス・ハーン以来の大ハーンであり、チベットでは仏教の最高施主であり文殊菩薩の化身とされ、東トルキスタンでは異教徒でありながらイスラムの保護者であり、様々な人々に対し様々な顔を持ちながら統合していた。
儒教も仏教もイスラムも単独で絶対視せず、支配地域それぞれの世界観に基づく王権像と秩序論を踏まえ、共通する価値を拾い上げながら、しかも個別の世界観とは一定程度の距離を置いて統治し、それぞれの文化圏の接触を厳しく制限した。中華圏では中華皇帝としてふるまい、満洲人を夷狄として反抗しようとする漢人にどのように対するかが課題となった。雍正帝は「大義覚迷録」で古代の聖王である舜や、周の文王の出自が「夷」であったことを例に挙げて出自では無く徳の有無が重要とし、中華支配を正当化した。政策としても辮髪などの胡俗の強制や反清勢力の鎮圧と並行して科挙の存続やかつて反清運動の中心となった者たちに明史の編纂をさせるなど、中華の文化を尊重して漢人知識人に対し名誉と利権に与る道を開く懐柔政策を行い清朝への夷狄視を減らしていた。ただし漢人の科挙官僚が政治を担えたのは旧明領だけである。また北方から来たロシアとは対等なネルチンスク条約を締結しているが、乾隆帝の時代に中華として南方経由で来たイギリスとの対等外交を拒絶した。
その後に夷狄とみなしていた西洋列強に領地や冊封国を侵食され、それに対し中体西用による洋務運動で対抗しようとしたが、実質的には漢人有力者が自身が保有する私軍の装備の強化を行っているに過ぎず、日清戦争で敗れた後、制度・思想上も近代化の必要に迫られ華夷秩序は後退するが、清朝の弱体化と革命思想の流入などにより漢民族のナショナリズムとしての中華思想はむしろ増大し、辛亥革命に繋がった。魯迅は中華思想に染まって現実を見ようとしない人々を痛烈に批判し、「狂人日記」「阿Q正伝」などを記して中華思想からの覚醒を呼びかけた。
なお清の漢化については議論がある。新清史は1990年代半ばに始まる歴史学的傾向であり、清王朝の満洲人王朝としての性質を強調している。以前の歴史観では中国（中華人民共和国）の歴史家を中心に漢人の力を強調し、清は中華王朝として満洲人と漢人が同化したこと、つまり「漢化」が大きな役割を果たしたとされていた。しかし1980年代から1990年代初頭にかけて、日本やアメリカの学者たちは満洲語やモンゴル語、チベット語やロシア語等の漢字文献以外の文献と実地研究を重視し、満洲人は満洲語や伝統である騎射を保ち、それぞれの地域で異なった体制で統治していたため長期的支配が行えたとし、中華王朝よりも中央ユーラシア的な体制を強調している。満洲人の母語はアルタイ系言語である満洲語であったこと、広大な領域を有した領土の4分の3が非漢字圏であったことなど「清朝は秦・漢以来の中国王朝の伝統を引き継ぐ最後の中華王朝である」という一般に流布している視点は正確ではないとしており、中華王朝と言う意味の中国はあくまで清の一部であり清は中国ではないとしている。
中国国内では「新清史」の学術的成果は認められつつあるものの、「漢化」を否定する主張については反対が根強くある。2016年においても劉文鵬が「内陸亜洲視野下的“新清史”研究」で「『新清史』は内陸アジアという地理的、文化的概念を政治的概念に置き換えたことにより中国の多民族的国家の正統性を批判している」としていることからも、現在の中国においては新清史の学術的価値は認められつつも、その主張には依然として反対する流れに変化は無いようである。

### 中華民国
章炳麟、孫文、梁啓超らは漢民族のナショナリズムを原動力として清朝を倒し、1912年に中華民国を建国し、「中華」を正式な国名に使用した。この国号の提議は孫文によるものであり、中国同盟会の誓詞「恢復中華」があげられている。しかし日本の駐清大使伊集院彦吉は、立憲君主制国家の成立を目指していたため共和政体に不満を持っており、日本国内において「中華民国」の国号を用いず、欧米の「China」の用法にしたがって「支那共和国」と呼称するように具申した。この意見は閣議決定によって承認され、日本側は外交文書に「支那共和国」の国号を用い、中華民国政府側はこれに反発するという動きが続いていた。日本の知識人には「中華」がかつての中華思想に基づくものであると見て、強い反発を持つ者も少なくなかった。1930年に中華民国側の要請が盛り上がった際にも、那賀王霞は伊集院の意図が「中華民国と呼べば世界の中心の国として認めることとなり、日本をその付属国としてしまう」ものであったからだと分析している。このため日本国内において中華民国という国号を呼ぶ動きには反対も多く見られた。しかし幣原喜重郎外相は中国国民の感情などにも配慮し、外交文書上での正式国号は中華民国と呼ぶ方針を決定した。この決定は幣原の軟弱外交の証拠であるとして、批判の対象となった。
清末に国民国家思想と中華思想が合わさった中華民族という考えが梁啓超らにより提唱され、中華民国でも清朝を継承するとして清朝領土とともに清朝を構成した満洲人・モンゴル人・ウイグル人・チベット人も中華民族とするとしたが、中華民国の宗主権を認めず清末民国初期にかけて独立したモンゴルやチベットには拒絶されており、ウィグルも後に東トルキスタン共和国として独立を試みたが頓挫している。

### 中華人民共和国
1949年、毛沢東らは中華人民共和国を建国し、中華民国に続いて、「中華」を正式な国名に使用した。漢民族以外の民族もあわせて中華民族とし、実質的には民族浄化ともいえる漢民族との同化政策を進めており、元々は政治的共同体（ネーション）であった東トルキスタンやチベットなどでは反発も起きている。

## その他の地域
中華思想は儒教とともに中華圏の周りの東アジア諸国に分有され、自らを「中華王朝（大中華）と並び立つもしくは次する文明国で、中華の一役をなすもの（小中華）」とみなす小中華思想を持ち、中華王朝に臣下の礼を取ったり、その国自体が「中華」となり、周辺諸民族を「夷狄」とする、中華思想共有圏 (文化圏) と言えるものが形成される。それと同時に思想の内容が形骸化したり、中華思想自体を否定する動きも見られた。

### 日本
古代には中華王朝である漢から漢委奴国王印、魏から「親魏倭王」印を与えられ、倭の五王が朝貢したことが伝えられるが、飛鳥時代には隋に対し「日出處天子致書日沒處天子無恙云云」という国書を渡したように中華帝国に対し対等の関係を表明して独立を宣言している。儒教も仏教と同時期に伝来しているが、仏教の普及に力が入れられ儒教が国家の思想とされることはなかった。
「夷」征討に際し任命された征夷将軍は太平洋側を攻め、日本海側を攻める将軍は征狄将軍（鎮狄将軍）、九州へ向かう将軍は征西将軍（鎮西将軍）と呼び、中華思想の「四夷」を当て嵌めたとされている。しかし次第に太平洋側以外への征討も征夷大将軍が行うようになった。鎌倉時代以降は征夷大将軍は武士の棟梁であり、実質的な最高権力者でもある幕府の長の称号として用いられ、異民族征討の長という意味合いは形骸化した。しかし江戸幕府末期に昂揚した尊王攘夷思想により「征夷大将軍なのに夷狄である西洋諸国を征討していない」という論争も起こっている。
江戸時代に入り、朱子学が江戸幕府に官学として取り入れられ政治に反映されるようになった。しかし科挙が存在しなかったこともあり、朝廷や公家、町人などの武家社会以外は思想統制を受けなかったため国全体のイデオロギーにはなり得ず、中華式に「藤」と一文字の姓を名乗り明の官服を着ていた藤原惺窩のような例外は除き主従関係や道徳面が重要視され華夷秩序は重要視されなかったが、学問の先達として中華王朝に対する尊敬の念は残った。
明が異民族王朝の清に支配されると、日本の朱子学者の一部、林羅山などは、日本の天皇家は中華正統王朝である周王朝の分家である呉の太伯の子孫であるから、日本こそは中華であると主張し始めた。更に、明の遺臣の一部は清に仕えることを潔しとせず抵抗もしくは亡命し、そのうちの一人である朱舜水は、夷狄によって治められている現在の中国はもはや中国でなく、亡命先の日本こそが中華であると述べた。日本の江戸時代の儒学者山鹿素行は著書『中朝事実』の中で「日本ではすでに神道という聖教が広まっており、もし聖人の道が行われていることが中華であることの理由ならば日本こそが中華である」という主張をした。
また、国学者本居宣長は歴史書『馭戒慨言』『うひ山ぶみ』『玉勝間』などの著作において「まづ漢意（からごころ）をきよくのぞきさるべし」と儒教などの中華的精神をはじめとした外来思想の排除の必要性を強く主張し、文化面や政治・外交面において日本人として自立した価値観を持つことを訴えている。
これらが後に水戸学や平田派国学へも思想的影響を与え、幕末の尊王攘夷論に結びつくこととなる。
明治維新後は朱子学教育を受けた下級武士階級が政権を担ったこともあり、西洋のキリスト教社会に対抗するために朱子学的な道徳が広められ、太平洋戦争中に天皇を現人神として崇め奉り、軍部が敗色濃厚になるや神州（中華正統王朝）不滅を唱えるに至ったのは、朱子学に基づく中華思想に影響されたものであるという。

### 朝鮮
朝鮮の歴史においては中国と直接国境を接しているため安全保障の背景から皇帝に対し臣下の礼をとり国内の敵対国との抗争に有利な立場を得たり儒教及びそれに伴う華夷観を受容し、中華に同化することで自国の格上げを図る道を選択するなど、自らを「中国（大中華）と共に中華を形成する一部（小中華）」と見なそうとした。

### ベトナム
ベトナムの歴史においては自国と中国を南国と北国、自国人と中国人を南人と北人と呼んで対比し両者の対等性の主張がしばしば行われた。『大越史記全書』に代表されるベトナム王朝の正史には中国への貢物の進呈や中国からの冊封の事実を記しているが朝貢使の派遣については「宋に如く」「清に如く」などと書かれ対等の外交関係とみなしている。
1010年に李公蘊がハノイに建都したことを賞賛する中でハノイが 地の利 を得たことの効果として李氏が宋に抵抗し占城を平らげることができ、その後の歴代帝王も中国に抗衡できたことを強調した。
1285年の元寇の記録には陳平仲が元軍に捕縛され王爵を以て降伏を勧告されたのに対し「むしろ(死んで)南の鬼になろうとも、北の王にはなるまいぞ」と呼んで元人に殺害されたことや1370年に即位した陳朝の芸宗が先朝日礼の国制が宋のそれに従わなかったのは「南北おのおの、その国に帝たる」がゆえんであるとして衣服楽章などを「北俗」に合わせることを拒否した。
1329年ごろに成立した国家祭祀を受けた神々の事績集越甸幽霊集においても李朝の仁宗の時(1076年)に来侵した宋兵に対して
| 「 | 南国山河南帝居 裁然分定在天書 如何逆虜来侵犯 汝輩行看取敗虚 | 」 |

と詩を吟ずるのが聞こえたとされ「南国の山河には南の帝が居る」という一句が北国や北の帝との対比を暗示している。
黎朝で儒教の礼制と科挙官僚制を基礎とする集権国家体制の確立を見るなか、「中国」を「北国」としそれに対する自らを「南国」とする国家意識(「南国意識」)が形成され、「中国」世界からの自立が意図された。明軍撤退後の1428年、黎朝を建国した黎利の命により儒者の阮廌が撰述した『平呉大誥』において
| 「 | おもうに我が大越国は実に文献の邦たり。山川の封域すでに深くして、南北の風俗また異なる。趙丁李陳の我が国をはじめて造れるより、漢唐宋元と各々一方に帝たり。強弱は時によりて不同ありといえども、豪傑は世に未だかつて乏しからず。 | 」 |

という一節を見るようにベトナムは「文献の邦」（文明国）であって夷狄の地ではなく、地理や領域は「中国」とは異なり、風俗も南（ベトナム）と北（中国）では異なる。これは「中国」世界からの自立宣言に等しいものとされる。併せて自己を文明人（「京人」）、周辺の異民族を夷狄（「土人」）とする中華思想が展開された。この「京人」が、今日のベトナムの多数民族であるキン族の名称の起源である。しかしカオバンを拠点とし鄭氏政権に抵抗していた莫敬宇が1677年鄭軍に追われ中国領鎮安州を「内地鎮安州」と表記したり、ベトナムの儒者の一人、黎貴惇が北部の鄭氏が南方の広南阮氏を倒したことを述べた『撫辺雑録』において、中国を「上国」（大明・大清とも）と呼ぶなど、朝鮮と同様事大主義の一面を隠し切れない難点もあった。
ベトナムはカンボジアやラオスのような「小国」を皇帝の徳の及ぶ藩属国と見なし、シャムなどの大国とは対等な外交を意味する「邦交」関係を維持した。19世紀の阮朝では中国との関係も、国内では朝貢ではなく対等の「邦交」だとしていた。また阮朝の明帝代のカンボジア経営では行政単位や官職をベトナム式にし、仏寺を破壊して儒教の廟を建てるなどの同化政策を採った。
この意識はフランス植民地支配下においても存続し、1920年代までのベトナム人のインドシナに対する認識には「中華」であるベトナムから見て他民族を、蛮夷の経営という枠組みで山地民族を組織化しようとした潘佩珠のような改革派から、ベトナム人の優先説を説く改良派まであった。1930年代までのインドシナ共産党の文献でも、「ベトナム民族」という場合にはキン族のみを指しており、この点はナショナリストと共産党の間に大差はなかった。40年代初期の路線では、ベトナムという枠組みはキン族を核としつつ、その他の少数民族を包摂した枠組みとなった。
ベトナムの南北分断がもたらした北ベトナムの中国依存の構図は、中国からの離脱という近代ナショナリズムの源流から生まれた共産主義者たちを再び中国に引き戻し、毛沢東思想はベトナム労働党の党規約において普遍モデルとして受容されるに至ったが、その後の中国の文化大革命後の混乱と、60年代からの「ベトナム・モデル」の提唱、そしてベトナム戦争の激化はベトナム史像をナショナルなものに変えた。中国歴代王朝の侵略に対抗し、キン族を中心とし、周辺民族が結集した「ベトナム国民」がきわめて早期に形成されたとされ、ベトナムが中国文明の影響を受けて発展したという側面は完全に否定され、四千年の愛国主義の伝統がベトナム革命の推進力であるという考えが1970年刊行の党の正史に記された。このようなキン族を中心とし、周辺民族を結合していこうという傾向は、南北統一後には中国系住民をめぐる問題となり、ボートピープルなどの悲劇を生むことになる。

## その他

### 宋学について
宋学の主張を要約すると「異民族をうちはらえ。王を重んじよ」であるが、もともと儒教に、この思想はなかったとされる。江戸時代の日本人は儒教（朱子学）を学問である『儒学』にとどめ、仏教や神道から儒教への改宗や棄教はしなかった。

## 香港と台湾における中華思想への反発
台湾ならびに香港においては中華思想への反発といえるものが起きている。香港では大中華膠ともよばれる。これは、中華民族が住む土地は一つの国家統治であるべきであるという考えでこれに反すると漢奸となる。これに反発してできたのが香港民族主義であり、香港人は一つの民族であるとする香港民族論も影響を受けている。
また、台湾においても中華民族主義に対する反発は、台湾独立派を中心にあり、台湾の場合は中国国民党と中国共産党双方に対するものである。李登輝によれば、台湾は移民国家であり民主国家である。中華民族主義に対し、台湾民族主義を掲げ民族国家に戻る必要はなく民主そのものが対立軸となると主張した。張彧暋は日本、台湾、香港などは中国に対し距離を置いてものごとを見ることができる「辺境の思想」と定義した。また、林泉忠は国家の端に位置する、沖縄、香港、台湾を辺境東アジアとし特別なアイデンティティを持つとした。台湾独立運動の父と呼ばれる史明は台湾民族主義の必要性を主張した。

## 中国民主派による中華思想の批判
劉仲敬は中華民族は政治的捏造であるとして諸夏主義を提唱した。また、ノーベル平和賞受賞者の劉暁波は著書において台湾、香港、チベットなどの辺境地域の独立を認めるべきだと主張した。その一方、中国民主党、郭文貴などの中国分裂に反対する中国民主派も存在する。

## 批判・疑問・危険性
現代の中国人において、この中華思想（あるいは華夷秩序）が理解されていると直断ずるには疑問があるとする説がある。元外交官の宮家邦彦は、現在の中国では教科書に「中華思想」がなく、学術的に研究・考証する専門家もいないされている、としている。その上で、これらは中国に限らずアラブ諸国などの開発途上国に概ね共通する以下のような「対先進国劣等感」の裏返しとした。
1. 世界は自分を中心に回っていると考える
2. 自分の家族・部族以外の他人は基本的に信用しない
3. 誇り高く、面子が潰れることを何よりも恐れる
4. 外国からの経済援助は「感謝すべきもの」ではなく、「させてやるもの」だと考える
5. 都合が悪くなると、自分はさておき、他人の「陰謀」に責任を転嫁する

ところがあろうことか夷狄であるはずの欧州列強にアヘン戦争で大敗してしまった。そのため洋務運動が起き、とりわけ中体西用によって国力回復を目指した時点では近代化の手本をヨーロッパに求めたため、そこにはあからさまに西欧を卑下する態度は見られないとする。
ただし概ねこうした運動は、時の支配者である「満族」から開放し、かつて中華思想を奉じた「漢族」に取り戻すための滅満興漢を目的としたものであり、それは現在でも国名を「中華」にこだわることなどに、時の改革者によって思想は変貌しつつ、いまだに中華思想と完全に決別できていないことが認められる、とする。アヘン戦争敗北から長い歳月を経っても、いまだに欧米諸国に対しては新しい中国の国家像や国際秩序モデルを示しえているとはいえず、この途上国共通の「劣等意識」こそが根底にあるのでは、と論じている。
ナショナリズムがほとんどすべての発展途上国において支配的であるという主張は完全に間違っているわけではないが、その考えをさらに発展させるならば、停滞している、あるいは外国人嫌悪と社会全体の持続的な後進性、そして先進国・第一世界としての地位を失うことへの恐怖が入り混じった国々――たとえば日本のような国におけるナショナリスト／ポピュリスト運動の反応も同様に考慮する必要がある。右派思想に染まった人々は、いわば「劣等感」によって行動し、上記に挙げた5つの、まさに劣った民が従うような特徴をすべて示しながら、中国本土による国家主権への絶え間ない脅威に直面しているのである。